# 寝返り
| ウィキペディアには「寝返り」という見出しの百科事典記事はありません（タイトルに「寝返り」を含むページの一覧/「寝返り」で始まるページの一覧）。 代わりにウィクショナリーのページ「ねがえり」が役に立つかもしれません。 |